# هيلبيلي

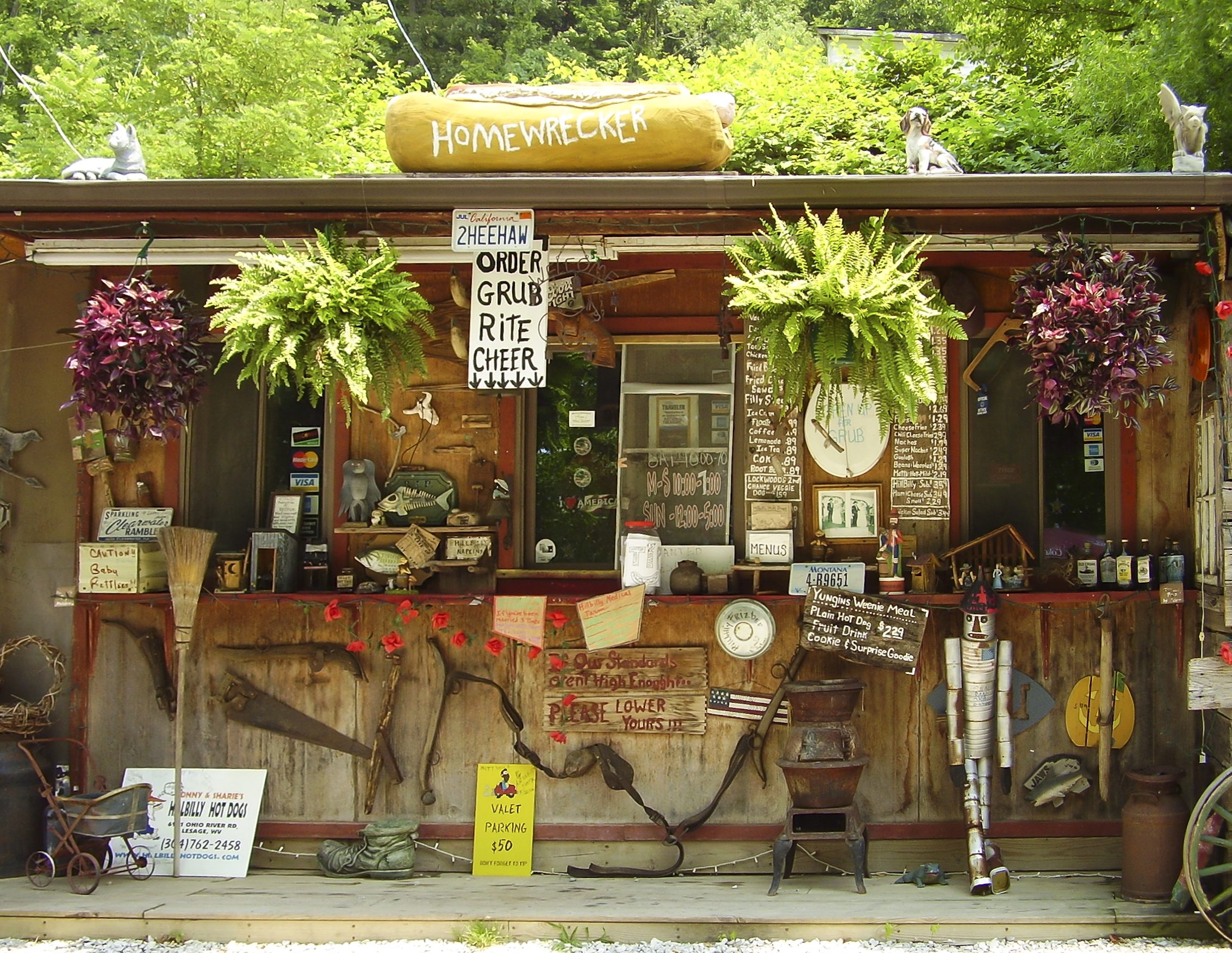
هيلبيلي هوت دوغ، كوخ لبيع الهوت دوغ في فرجينيا الغربية

هيلبيلي (بالإنجليزية: Hillbilly)‏ مصطلح يطلق على سكان المناطق الريفية الجبلية بالولايات المتحدة، تحديداً في منطقة أبالاتشيا، وارتبط الاسم ببيئة ثقافية لها خصائص محددة وممارسات حياتية تختلف عن محيطها. ينحدر سكانها عرقياً من أصول أيرلندية-ااسكتلندية هاجرت إلى أمريكا واستقرت في المنطقة في القرن الثامن عشر. اشتهر هؤلاء المهاجرون بتقطير الكحول بطرق غير قانونية ابان الحرب الأهلية وحرب الاستقلال وأصبحت هذه الممارسات جزءاً من الصورة النمطية لهم. وتميز مجتمعهم ببزوغ أسلوب موسيقي حمل الاسم نفسه وهو ما أصبح يعرف لاحقاً بموسيقى الكانتري. أصبح استخدام الاسم يحمل صيغة ازدرائية يطلق لنعت شخص أو مجموعة بالتأخر الحضاري، ويعتبره الآن المنحدرون من منطقة أبالاتشيا تعبيراً جارحاً.

## التسمية
ليس هناك تاريخ ثابت للفترة التي ظهر فيها المصطلح، إلا أن قاموس ميريم ويبستر يشير إلى سنة 1981 كفترة زمنية محتملة لظهوره، بينما يشار إلى وصف صحيفة نيويورك جورنال للهيلبيلي في عام 1900 على أنه الأقدم توثيقاً. وينص وصف الصحيفة على أن الهيلبيلي هو «مواطن حر طليق، أبيض، من ألاباما، يسكن المرتفعات، ليس لديه وسيلة للحديث، يلبس ما يستطيع، يتكلم ما يشاء، يشرب الويسكي وقتما يحصل عليه، ويطلق عيار مسدسه أينما تأخذه نزواته». أما موقع NationMaster الذي يقدم بيانات احصائية مصدرها الويب، فيصنف الاسم تحت خانة النعوت التي تطلق لوصف الأشخاص السذج القادمين من الأرياف والمناطق النائية. والكلمة مأخوذة من دمج تعبيرين اسكوتلنديين هما هيل-فولك "Hill-folk" وتعني أناس التلال أو أناس المرتفعات، وبيلي "Billie" وهي مرادف لشخص.

## تاريخ

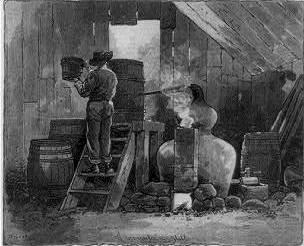
رسم توضيحي من مجلة "هاربرز" سنة 1879 للموونشاين في نورث كارولينا

منطقة أبالاتشيا ليس لها تاريخ رسمي. فقد اختلطت الوقائع بقصص أنجبتها العقول الخصبة لكتًا ب القرن التاسع عشر المحليين، وهي قصص مخترعة من رسوم الكاريكتير ومن أدب الهروب الذي وضع لتسلية الطبقة الوسطى الناشئة في المناطق الحضرية. ودقة هذه القصص المدونة في أدب الرحلات أنتجت تقييماً نقدياً ضئيلاً ان لم يكن معدوماً عن التوصيفات الخاصة بسكان المرتفعات أو المشهد الطبيعي الخاص بهم. 

عندما استقر المهاجرون في تخوم ألاباتشيا في بدايات القرن الثامن عشر، كانوا قد جلبوا معهم وصفات قديمة لصناعة وتقطير الويسكي من شمال أيرلندا واسكتلندا، وأصبحت الموونشاين، (بالإنجليزية: Moonshine)‏ وهو مصطلح يستخدم للدلالة على المكان الذي يتم فيه تصنيع الكحول بطرق غير قانونية، جزءاً لايتجزأ من حياة قاطني الجبال الجنوبية. وبينما انتشر أولئك المستوطنون جنوباً خلال البرية، كان من بين المقتنيات القليلة التي لازمتهم في رحلتهم المحفوفة بالصعاب معدات التقطير. كان أمام هؤلاء أحد خيارين، اما أن يزرعوا الحنطة التي تدخل في صناعة الويسكي ومن ثم يبيعونها في الأسواق أو أن يقوموا بالتقطير والتخزين في حاويات يسهل نقلها ومن ثم يجنون أرباحاً أكبر. بالنسبة للحكومة الأمريكية الوليدة فقد كانت تجارة الموونشاين تمثل عائداً مالياً محتملاً لها، ففي عام 1791 فرض أليكسندر هاملتون، وزير الخزنة، ضريبة شاملة على إنتاج الويسكي لتخفيف ديون الحرب الثورية.
أدى اعلان فرض الضريبة إلى ظهور أولى حركات التمرد من قبل ما سمي بمتمردي الويسكي في مرتفعات غرب بنسلفانيا. وعندما ارتفعت الضريبة في عام 1802 بدأ الويسكي يتدفق مجدداً من مصانع التقطير الرابضة في أعالي التلال، إلا أن العلاقة بين الحكومة وأولئك المستوطنين باتت منذ ذلك الحين يشوبها التخوف.
خلال ستينيات القرن التاسع عشر كان الويسكي دعامة لاقتصاديات المناطق الريفية، وكان ما يزيد عن 90000 غالون يتم إنتاجه يومياً في الموونشاين من قبل الفلاحين. في عام 1862 فرضت الحكومة الفدرالية ضرائب جديدة على المقطرات الثقيلة وذلك للمساعدة في تمويل تكلفة الحرب الأهلية المستعرة بين الولايات في ذلك الحين. وتم إرسال جباة مسلحون من قبل سلطات الإيرادات الاتحادية للسيطرة على نشطاء الموونشاين. وخلال الأربع سنوات بين عامي 1877 و1881 فقط، صادر الجباة 5000 مقطرة واعتقلوا 8000 فرد من نشطاء الموونشاين. فلجأ الأخيرون إلى الاستمرار في الأقبية والسراديب بعملياتهم الإنتاجية مشكلين في الوقت نفسه شبكة دفاعية، حيث ينقل السكان خبر مجيء أحد الجباة بسرعة إلى المنتجين في حين يبقون عصبة واحدة إلى أن يتأكدوا من أن الموونشاين أصبح آمناً.
لم يمض وقت طويل على ذلك التحدي المستخف بالسلطات حتى أنتجت الموونشاين رمزاً صورياً لرجل يحمي فقراء سكان الجبال يدعى لويس ريدموند، الذي أصبح أحد أبرز المطلوبين للسلطات.

## في الموسيقى

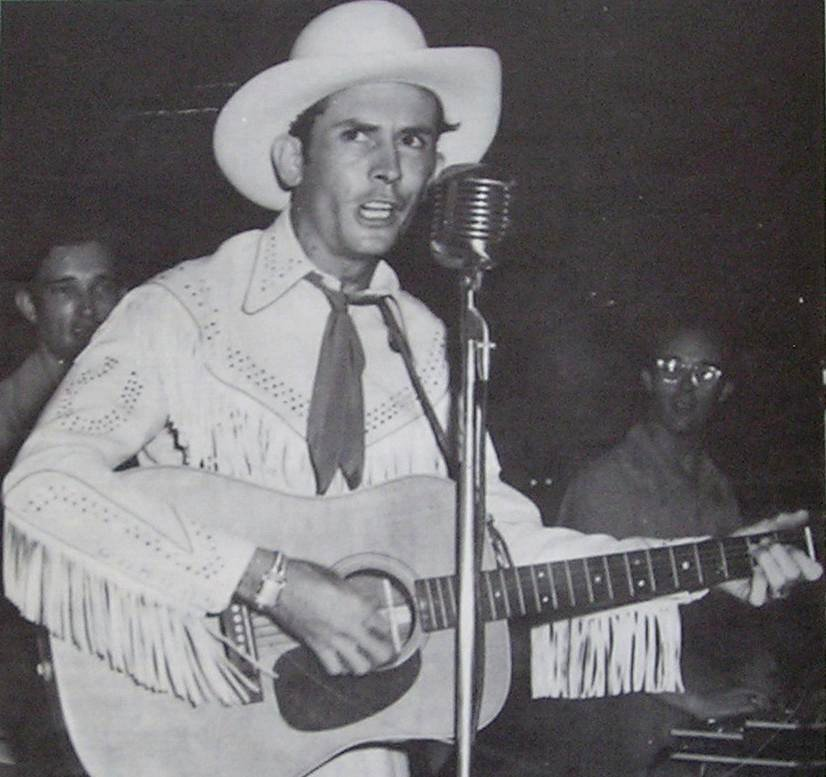
هانك ويليامز سنة 1951

كان معظم من لهم علاقة بالمشهد الموسيقي في الثلاثينيات من القرن العشرين هم من الشباب الريفيين البيض التابعين للطائفة البروتستانتية والذين انتقلوا من المناطق الريفية إلى الحضرية ليلتحقوا بالعمل خارج المزرعة. ولم يكن هؤلاء يملكون رفاهية صناعة الموسيقى وتسجيلها واذاعتها عبر الراديو، فكانوا إذا راقت لهم موسيقى ما عزفوها بأنفسهم في أوقات اجتماع العائلة أو مع الجيران. يوصف هذا العمل المنزلي للموسيقى بالموسيقى العامية، وقد اشتملت على مزيج من الترانيم الدينية والرقصات والألحان الفلكلوية، وكانت تختلف باختلاف المناطق والولايات. إلا أن الراديو كان قد منح سكان الريف فرصة التعرف على التشابه والاختلاف بين المناطق بموسيقاها العامية

جون كارسون كان أول من نسب اليه الانطلاقة الأولى للموسيقى الريفية بتسجيل أغنيتين وإذاعتهما عبر الراديو. وفي عام 1927 أطلق جيمي روجرز وكارتر فاميلي إرثهم التسجيلي الأول في بريستول متجاوزين حدود تينيسي وفيرجينيا في قلب الأبلاتشيا. في تلك الفترة كانت كلمة هيلبيلي قد باتت تستخدم لوصف هذه الموسيقى الريفية العامية على اختلاف أساليب العزف المتبعة فيها. فقد كان الكارتر فريقاً عائلياً من جبال جنوب غرب فرجينيا يغني أغان دينية وعاطفية، بينما كان رودجرز من شرق الميسيسيبي قد مزج عزف البلوز الهائج مع الأغاني العاطفية. وتوالى لاحقاً مغنيون مثل كلايتون مكميكين وبيل مونرو الذي ينسب له اسم البلوغراس، (بالإنجليزية: Bluegrass)‏، وهي أحد أشكال موسيقى الهيلبيلي الذي تعود جذوره إلى بريطانيا وغرب أفريقيا.

## الهيلبيلي في الثقافة الرائجة

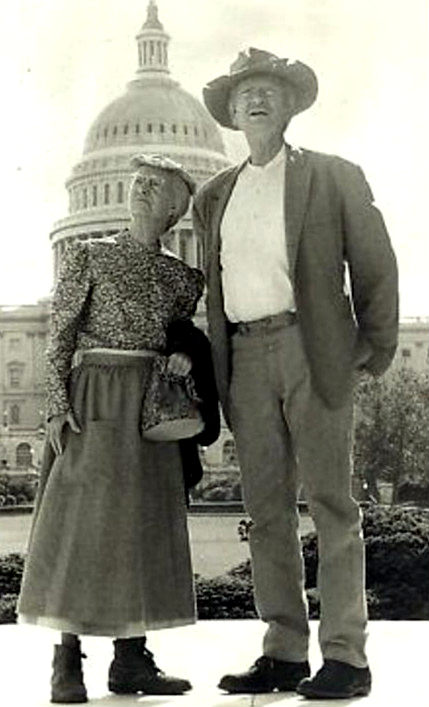
لقطة من مسلسل Beverly Hillbilies

يغلب على الأعمال الأدبية والفنية التي تناولت الهيلبيلي أو صورت شخصياتها في القرن العشرين طابع الصورة النمطية التي نشأت وتطورت عبر الحكايات المروية عن القرنين الثامن والتاسع عشر، والتي تحصر الشخصية الهيلبيلي برجل رث الملابس بعتمر قبعة ويشرب الويسكي وقد يطلق النار على أي كان ولدوافع غير منطقية أحياناً. وصور كرمز لشخص متأخر وبعيد عن الحضارة بل ومعاد لها.

### في السينما والتلفزيون والمسرح
في بدايات السينما الأمريكية أخرجت صناعة الفيلم ما يزيد عن 400 فيلم صامت تعرضت للهيلبيلي بصورة استغلت انجذاب الناس لفكرة عدائية الأبلاتشيين. من بين الأعمال الدرامية التلفزيونية التي تعرضت للهيلبيلي مسلسل The Andy Griffith Show من ابتكار Sheldon Leonard والذي تم عرضه خلال السنوات 1960 إلى 1968، ومسلسل The Beverly Hillbillies الذي ابتكره Paul Henning وقام ببطولته Buddy Ebsen وتم عرضه على شبكة سي بي اس في السنوات بين 1962 و1971، ومسلسل دوقات هازارد الي ابتكره Gy Waldron وتم عرضه بين 1979 و1985.

أما الأعمال الكرتونية التي تناولت الهيلبيلي فمنها الفيلم الكرتوني Hillbilly Hare للمخرج Robert McKimson والذي أنتج عام 1950، والمسلسل الكرتوني The Hillbilly Bears المستوحى من الأعمال الدرامية التلفزيونية السابقة وقد تم عرضه بين عامي 1965 و1967 ويبرز فيه مغالاة في ترسيخ الصورة النمطية للهيلبيلي.
أما المسرح فقد ناله نصيب وافر أيضاً من الأعمال التي صورت الهيلبيلي وحياة سكان منطقة الأبلاتشيا وعاداتهم. فمسرحية نساء الهيلبيلي Hillbilly Women من إخراج سوندرا لي "Sondra Lee" تعرض ست نساء من أبلاتشيا يروين قصص حياتهن ويتعرضن لمواضيع كالتعليم والحمل وسرطان الرئة الذي رافق العاملين في المطاحن وغيرها. والعمل الذي كتبت نصه إليزابيث ستيرنز "Elizabeth Stearns" وعرض للمرة الأولى في عام 1978 مبني على كتاب لكاثي خان "Kathy Khan" يحمل عنوان المسرحية نفسها. وهنالك أيضاً العمل المسرحي الغنائي في "Hillbilly Antigone" من إخراج Heidi Stillman  

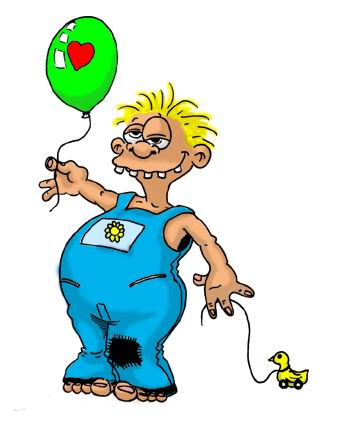
رسم كرتوني لشخصية هيلبيلي

### في الأدب الروائي والشعر
صورت الكثير من الأعمال الأدبية متمثلة في روايات أو قصص أو شعر الصورة النمطية للهيلبيلي وسكان أبلاتشيا. ابتدع المزارع وليام بيرد من فيرجينيا في القرن الثامن عشر نموذج الهيلبيلي الذي ظهر في روايات وقصص قصيرة وأعمال للعرض على خشبة المسرح وغيرها كرجل متسكع يدخن الغليون بشراهة ولا يرهق نفسه بعمل مضن أكثر من أن ينتقل من جانب المدفأة إلى الشرفة وبالعكس. من ضمن أعماله التي كتبها في 1728 ونشرت في 1841 كتاب تاريخ الخط الفاصل "history of the dividing line". بينما يصور الكاتب ويليام غيلمور سيمز في كتابه "Guy Rivers" المنشور في 1834 الهيلبيلي كصياد متوحش، وأضاف إلى شخصيات الهيلبيلي الروائية شخصية الابنة الجميلة والبسيطة. من بين الأعمال الروائية الحديثة قصة Taps For Private Tussie التي تحكي في إطار كوميدي وشعري قصة قروي فقير من الهيلبيلي يصبح ثرياً بع أن ورث عن والده الجندي.
أما في الشعر فقد كتب إدوارد سكوت "Edward Scott" قصيدة Hillbilly ومستهلها 

أعيش في الجبل

عالياً

حيث هواء كارولينا

ينساب بحرية

### احتفالات
منذ عام 1977 تحتفل مقاطعة بايك "Pike" بولاية كنتاكي سنوياً بمهرجان Hillbilly Days. ويهدف المهرجان إلى جمع التبرعات لدعم مستشفى للأطفال بالمقاطعة. وقد استلهمت فكرة المهرجان عندما زار أحد السكان المحليين الهيلبيلي مهرجاناً مماثلاً في أوهايو عام 1976، وبدأ بجمع رفاقه الهيلبيلي ليقدموا عروضاً موسيقية وطعاماً واستعراضات راقصة في شوارع وسط مدينة تجذب الآلاف من الزوار منذ بدايتها كل عام.